# Tintin i Congo
Tintin i Congo er det andet bind i serien om Tintins oplevelser skrevet og tegnet af den belgiske tegneserieforfatter Hergé. Det blev oprindeligt udgivet ugentligt i den belgiske børneavis Le Petit Vingtième i perioden fra den 5. juni 1930 til den 11. juni 1931. Historien handler om den unge reporter Tintin og hans hund Terry, som tager til Belgisk Congo for at lave en dokumentar, men møder alskens modstand, især fra en gangster, der vil ham til livs. I 1931 udgav Le petit Vingtième den 130 sider lange historie i bogform. I 1937 udgav det belgiske bogforlag Casterman en anden version af Tintin i Congo, som havde farvede plancher sat ind imellem de sort-hvide sider, som var den fundamentalistiske retroudgave. I 1946 omarbejdede Hergé Tintin i Congo til at være i farver. Bogen har været kritiseret for at være racistisk, og blev også censureret i 1975 grundet en scene, hvor Tintin sprænger et næsehorn i luften.
I Danmark kunne man allerede for første gang læse 1946-versionen af Tintin i Congo i perioden fra 1948 til 1949, hvor albummet blev udgivet i Allers tegneserieugeblad Kong Kylie under titlen Tintin i Kongo, men var dog forkortet grundet scenen med næsehornet, som var fjernet.

Først i 1975 udgav Carlsen albummet som nr. 22 i serien. Og det var først efter, at Carlsen havde fået Hergé til at tegne hele side 56 om grundet scenen med næsehornet.

I 1984 blev originalversionen fra 1931 udgivet med den tidligere bortcensurerede scene.

Fra 2005 til 2014 udgav Carlsen Comics og Cobolt Tintin i Congo i miniudgave, retroudgave, fundamentalistisk retroudgave og ny standardudgave.
Albumversionerne 1975-2004 var oversat af Jørgen Sonnergaard og tekstet af Erik Mosegård Jensen. De senere versioner efter 2005 er oversat af Niels Søndergaard og er computertekstet med en Hergé-font.

## Nogle franske udgaver
- 1929-1931: Fortsat serie i Le Petit Vingtième nr. 23, 5. juni 1929[1] – nr. 25, 18. juni 1931[2]. 110 sider i sort-hvid. (Men på side 108 i nr. 24, 11. juni 1931 står der "slut").[3]
- 1931: Album fra Les Éditions du Petit Vingtième. 110 tegneseriesider i sort-hvid.[4]
- 1932-1933: Fortsat serie i Cœurs Vaillants nr. 12, 20. marts 1932[5] – nr. 12, 19. marts 1933.[6]
- 1937: Album fra Casterman. 110 tegneseriesider i sort-hvid samt 4 sider i farver.[4]
- 1946: Album fra Casterman. 62 tegneseriesider i farver.[4]

## Danske udgaver
Føljetoner og antologier
- 1948-1949: Tintin i Kongo. Fortsat serie i Kong Kylie nr. 1, 31. dec. 1948 - nr. 44, 28. okt. 1949; forkortet, bl.a. mangler scenen med næsehornene.
- 1972: Tintin i Congo i Comics 3, ISBN 87-562-0338-1, forkortet udgave.
- 1975-1976: Tintin i Congo. Fortsat serie i Politiken nr. 336, søndag 7. september 1975 – nr. 24, søndag 24. oktober 1976

Album
- 1975: Tintins oplevelser nr. 22 (gammel standardudgave). Tintin i Congo. 62 tegneseriesider i farver; side 56 omtegnet på opfordring af forlaget Carlsen.[4] Totalt 68 sider. Carlsen if, ISBN 87-562-0742-5
- 1984: Tintin i Congo – Originalversionen fra Le Petit Vingtième. 2. udgave. 110 tegneseriesider i sort-hvid, totalt 124 sider.[7] Carlsen Comics, ISBN 87-562-2586-5
- 2005: Tintins oplevelser (retroudgave). Tintin i Congo. 3. udgave. Carlsen Comics, ISBN 87-626-7779-9 (1946-versionen). Fra 2. oplag, 2011, udgivet af Cobolt, ISBN 978-87-7085-270-8.
- 2007: Tintins oplevelser nr. 2. Tintin i Congo. 4. udgave. Carlsen minicomics, ISBN 978-87-626-0779-8 (1975-versionen).
- 2012: Reporteren Tintins oplevelser (fundamentalistisk retroudgave). Tintin i Congo. 5. udgave. 110 tegneseriesider i sort-hvid samt 4 sider i farver;[4] totalt 128 sider, indbundet. Cobolt, ISBN 978-87-7085-417-7.
- 2014: Tintins oplevelser (ny standardudgave). Tintin i Congo. 6. udgave. Cobolt, ISBN 978-87-7085-539-6 (1975-versionen).